# Blood on the Dance Floor (노래)
Blood On The Dance Floor는 마이클 잭슨의 리믹스 앨범 Blood on the Dance Floor에 수록된 곡이다.1997년 5월 21일에 발매됐다. 이 곡은 본래 Dangerous 앨범에 수록될 곡이었지만, 수록시기가 늦추어져 1997년에 발매했다. 전 세계에서 10위권 안에 진입했다.